# Dagmar Leupold
Dagmar Leupold (* 23. Oktober 1955 in Niederlahnstein) ist eine deutsche Schriftstellerin.

## Leben
Die Eltern von Dagmar Leupold waren Heimatvertriebene: Der Vater, promovierter Mathematiklehrer, stammte aus Oberschlesien, die Mutter aus Ostpreußen. Sie wuchs in Oberlahnstein und Mainz auf, besuchte in Mainz das Gymnasium und machte dort 1974 ihr Abitur. Anschließend studierte sie Germanistik, Philosophie, Theaterwissenschaft und Klassische Philologie an den Universitäten in Marburg und Tübingen. 1980 legte sie ihr Staatsexamen in Germanistik und Philosophie ab. Von 1980 bis 1985 arbeitete sie als Deutschlehrerin an Privatschulen in Florenz sowie als Redakteurin am dortigen Deutschen Kunsthistorischen Institut. Von 1985 bis 1990 war sie Stipendiatin des Doctoral Program of Comparative Literature der City University in New York und Dozentin am Queens College. Anschließend nahm sie Lehraufträge für Komparatistik an den Universitäten München und Bamberg wahr. 1993 promovierte sie in Vergleichender Literaturwissenschaft an der City University in New York.
Dagmar Leupold, die Mitte der 1980er Jahre begonnen hatte, aus dem Italienischen zu übersetzen, lebt heute als freie Schriftstellerin bei München. In ihrem 2009 erschienenen Roman Die Helligkeit der Nacht erweckt sie Heinrich von Kleist wieder zum Leben und lässt ihn durch deutsche Lande reisend einen Briefwechsel mit Ulrike Meinhof beginnen. Ebenfalls 2009 kam der Film Zwischen heute und morgen nach dem Roman Eden Plaza mit Peter Lohmeyer und Gesine Cukrowski in den Hauptrollen in die Kinos, für den Leupold zusammen mit Regisseur Fred Breinersdorfer auch das Drehbuch verfasste.
Dagmar Leupold leitete das Studio Literatur und Theater der Universität Tübingen und ist geschäftsführende Vorsitzende des Deutschen Literaturfonds. Sie ist seit 1998 Mitglied des PEN-Zentrums Deutschland.
2013 kuratierte sie das forum:autoren beim Literaturfest München. Drei ihrer Romane waren für den Deutschen Buchpreis nominiert: Unter der Hand 2013, Die Witwen 2016, Dagegen die Elefanten! 2022.
Dagmar Leupold ist die Schwester der Übersetzerin Gabriele Leupold.

## Werke
- Wie Treibholz. Pfaffenweiler 1988.
- Edmond. Frankfurt am Main 1992.
- Eccoci qua. Hamburg 1993. (Gemeinsam mit Wolfgang Kaiser)
- The oxymoron as generative model. New York 1993.
- Die Lust der Frauen auf Seite 13. Frankfurt am Main 1994.
- Federgewicht. Frankfurt am Main 1995.
- Destillate. Frankfurt am Main 1996.
- Ende der Saison. Frankfurt am Main 1999.
- Byrons Feldbett. Frankfurt am Main 2001.
- Eden Plaza. München 2002
- 11.9. - 911, Bilder des neuen Jahrhunderts. Göttingen 2002. (Zusammen mit Kerstin Hensel und Marica Bodrozic)
- Nach den Kriegen. Roman eines Lebens. München 2004.
- Alphabet zu Fuß. München 2005.
- Grüner Engel, blaues Land. München 2007.
- Die Helligkeit der Nacht. C. H. Beck, München 2009, ISBN 978-3-406-59071-9.
- Unter der Hand. Jung und Jung, Salzburg 2013.
- Die Witwen. Jung und Jung, Salzburg 2016.
- Lavinia, Jung und Jung, Salzburg 2019. ISBN 978-3-99027-234-3.
- Dagegen die Elefanten!, Jung und Jung, Salzburg 2022. ISBN 978-3-99027-262-6[4]

### Übersetzungen
- Giorgio Agamben: Idee der Prosa. München [u. a.] 1987. (Zusammen mit Clemens-Carl Härle)
- Daniele Del Giudice: Das Land vom Meer aus gesehen. München [u. a.] 1986.
- Cesare Pavese: Sämtliche Gedichte. Düsseldorf 1988.

## Verfilmungen
- 2009: Zwischen heute und morgen (nach dem Roman Eden Plaza) – Regie: Fred Breinersdorfer

## Auszeichnungen
- 1992: Aspekte-Literaturpreis

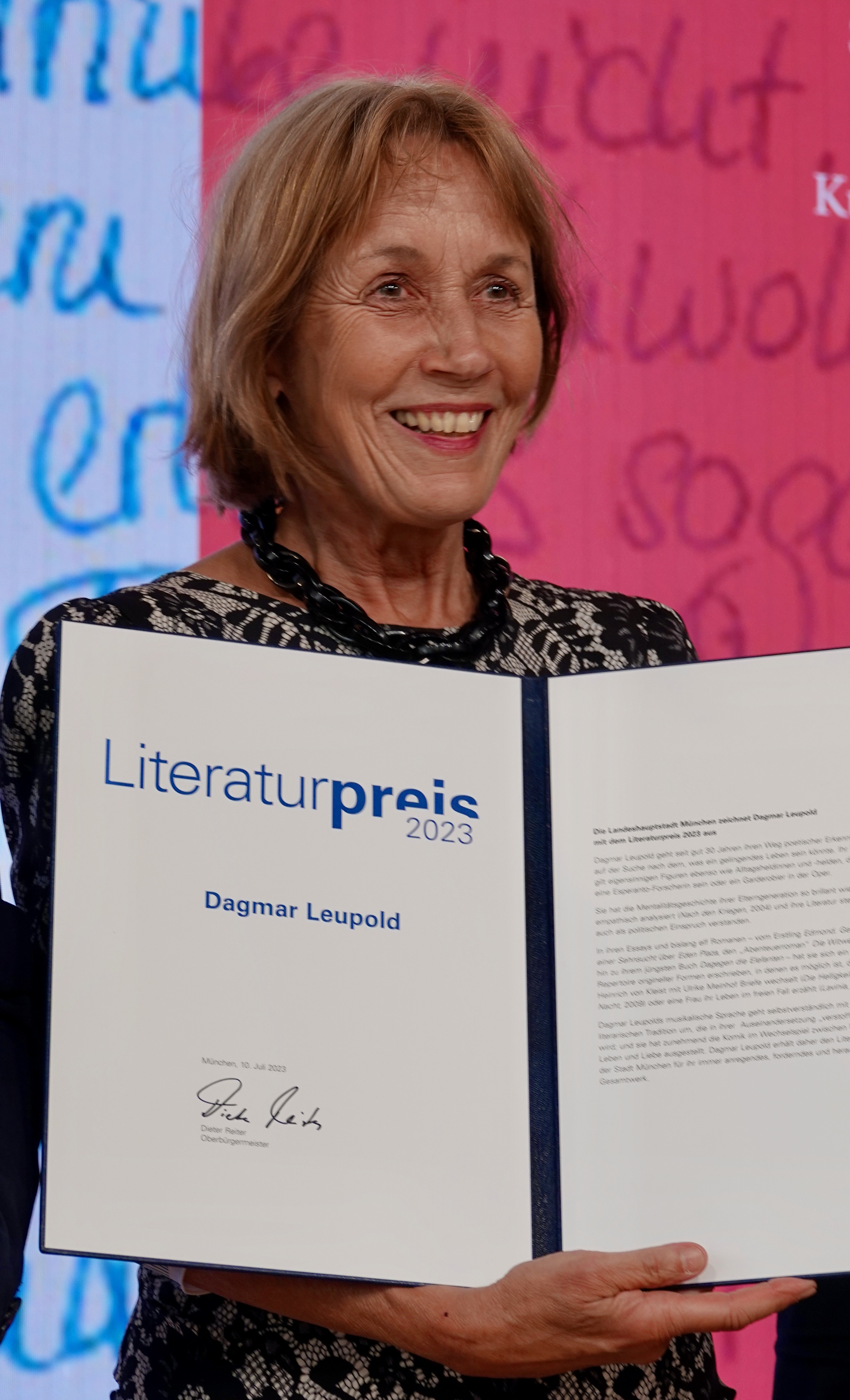
Literaturpreis der Landeshauptstadt München 2023 für Dagmar Leupold

- 1994: Bayerischer Literaturförderpreis
- 1995: Martha-Saalfeld-Förderpreis
- 1995: Förderpreis der Bayerischen Akademie der Schönen Künste
- 2007: Georg-K.-Glaser-Preis
- 2013: Nominierung zum Deutschen Buchpreis (Longlist)
- 2013: Tukan-Preis, für ihren Roman Unter der Hand
- 2016: Nominierung zum Deutschen Buchpreis (Longlist)
- 2022: Nominierung zum Deutschen Buchpreis (Longlist)
- 2023: Literaturpreis der Stadt München[5]